# 삼장면
삼장면(三壯面)은 대한민국 경상남도 산청군의 면이다. 삼장면은 산청읍, 시천면, 단성면, 금서면과 함양군에 접하고 있으며, 차량으로 산청군청에서 30여 분, 대전 - 통영간 고속도로 단성 IC에서 20여 분 소요되는 곳으로서 지리산의 맑은 계곡수와 빼어난 경관이 어우러진 천혜의 자연환경을 가지고 있다.

## 연혁
삼장(三壯)의 유래는 산장(山壯), 수장(水壯), 인장(人壯) 세 가지가 장하다고 삼장이라 하였다.
- 조선시대 : 진주군 서면 삼장리
- 1864년 : 상삼장면과 하삼장면으로 분리
- 1906년 : 산청군에 편입 삼장면으로 통합
- 1914년 : 16개 동에서 8개리로 병합되고 면소재지를 대포리에서 석남리로 옮김
- 1958년 면소재지를 대포리로 옮겨 현재에 이르고 있음

## 행정 구역
- 운리
- 석남리
- 홍계리
- 평촌리
- 덕교리
- 내원리
- 대포리
- 대하리

## 교육
| 학교명       | 소재지                              | 비고        |
| ------------ | ----------------------------------- | ----------- |
| 삼장초등학교 | 삼장면 친환경로 764 (석남리)        |             |
| 대포초등학교 | 삼장면 덕산대포로245번길 2 (대포리) | 1999년 폐교 |

## 관광
- 대원사
- 내원사
- 대원사계곡
- 내원계곡
- 장당계곡

## 특산물
- 지리산 곶감
- 사과
- 벌꿀
- 고로쇠
- 산약초